# 新ポリス・ストーリー Pom Pom
『新ポリス・ストーリー Pom Pom』（原題：神勇雙響炮、英語題：Pom Pom）は、1984年公開の香港の映画。
日本では劇場公開されることなく、1989年11月にポニーキャニオンから『新ポリス・ストーリー』の邦題で吹替版のビデオが発売された。1993年公開のジャッキー・チェン主演の映画『新ポリス・ストーリー』が公開された後は、各種書籍では両者を区別するために、本作品の方を『新・ポリス・ストーリー』（「新」と「ポリス」の間に黒丸を追加）と表記することが多くなった。2015年に株式会社ツインからDVDが発売された際には、『新ポリス・ストーリー Pom Pom』の邦題で発売されており、本記事ではこちらの邦題を記事名とする。

## 概要
1983年の映画『五福星』で主要メンバーを演じたジョン・シャム、リチャード・ンの2人を主演に迎えて製作されたコメディ・アクション映画。サモ・ハン・キンポー、ジャッキー・チェン、フォン・ツイファン、チャールス・チンらが『五福星』の設定そのままにカメオ出演し、『五福星』の本編映像も流用されているため、福星シリーズのスピンオフ作品のような扱いをされることも多い。しかし、ジョンとリチャードの役は『五福星』とは異なっており、実際にはクロスオーバー作品の扱いに近い。
邦題では「ポリス・ストーリー」のタイトルを冠しているが、ジャッキーの代表作である「ポリス・ストーリー（警察故事）」シリーズの1本ではない。しかしながら、『ポリス・ストーリー/REBORN』公開時には、「ポリス・ストーリー」ユニバースの1作品として扱われている。

## ストーリー
アフンとアシューは香港警察のはみ出し刑事。事件解決のためなら何でもやる熱血漢だが、いつもヘマばかり。売春婦のルルが殺された事件の背後に犯罪組織の匂いを嗅ぎつけた2人は、ガッツとチームプレーで事件解決へ向けて奔走する…。

## キャスト
※括弧内は日本語吹替版キャスト。
- ジョン・シャム（水鳥鉄夫）
- リチャード・ン（青野武）
- ディニー・イップ
- ジャッキー・チェン（石丸博也）
- サモ・ハン・キンポー（水島裕）
- ユン・ピョウ（山口健）
- ディック・ウェイ
- タイ・ポー
- ウー・マ
- マース
- チェン・ルン
- ジェームズ・ティエン

## 続編
- 雙龍出海 The Return of Pom Pom (1984)：日本未公開。
- 『帰ってきたMr.BOO! ニッポン勇み足』（原題：智勇三寶 Mr. Boo Meets Pom Pom） (1985)：マイケル・ホイを迎えて製作されたシリーズ3作目。日本ではVHS・DVDが発売された。
- 雙龍吐珠 Pom Pom Strikes Back (1986)：日本未公開。
- 『ユンピョウ in ポリス・ストーリー』（原題：神勇雙響炮續集 Rosa） (1986)：ユン・ピョウ主演。Pom Pomシリーズのスタッフ・製作陣によって製作されたが、ジョン・シャム、リチャード・ンも出演せず、題名以外のストーリー・設定の繋がりはない。日本では前記の邦題で劇場公開されたのち、『香港極楽コップス 俺たちに明日はある!?』の邦題でVHS・DVDが発売された。